# Långevattnet (Ljungs socken, Bohuslän)
Långevattnet är en sjö i Uddevalla kommun i Bohuslän och ingår i Göta älv-Bäveåns kustområde. Sjön är 2,5 meter djup, har en yta på 0,063 kvadratkilometer och befinner sig 69 meter över havet. Sjöns utlopp är Grötån som flyter söderut och når havet vid platsen Grötån.
Gården Anfasteröd norr om Långevattnet innehades från 1863 av Robert Macfie (1842 - 1921) som är känd för att ha grundat badorten Lyckorna år 1877. Vid ett tillfälle försökte han exportera is till fiskare i Skottland. Isen togs från Långevattnet och via en 2 km lång ränna kunde isblocken föras till Åkers kile för vidare transport till Skottland.  Dock smälte mycket av isen under båtresan varför det blev ett ekonomiskt misslyckande.
Robert Macfie försökte därefter att torrlägga sjön helt och hållet för att utöka gårdens åkerareal. Ett sprängarlag anlitades för att fördjupa utloppet, men det visades sig att uträkningarna inte stämde och endast halva vattenmängden kunde tappas av. 